# Bilbatteri

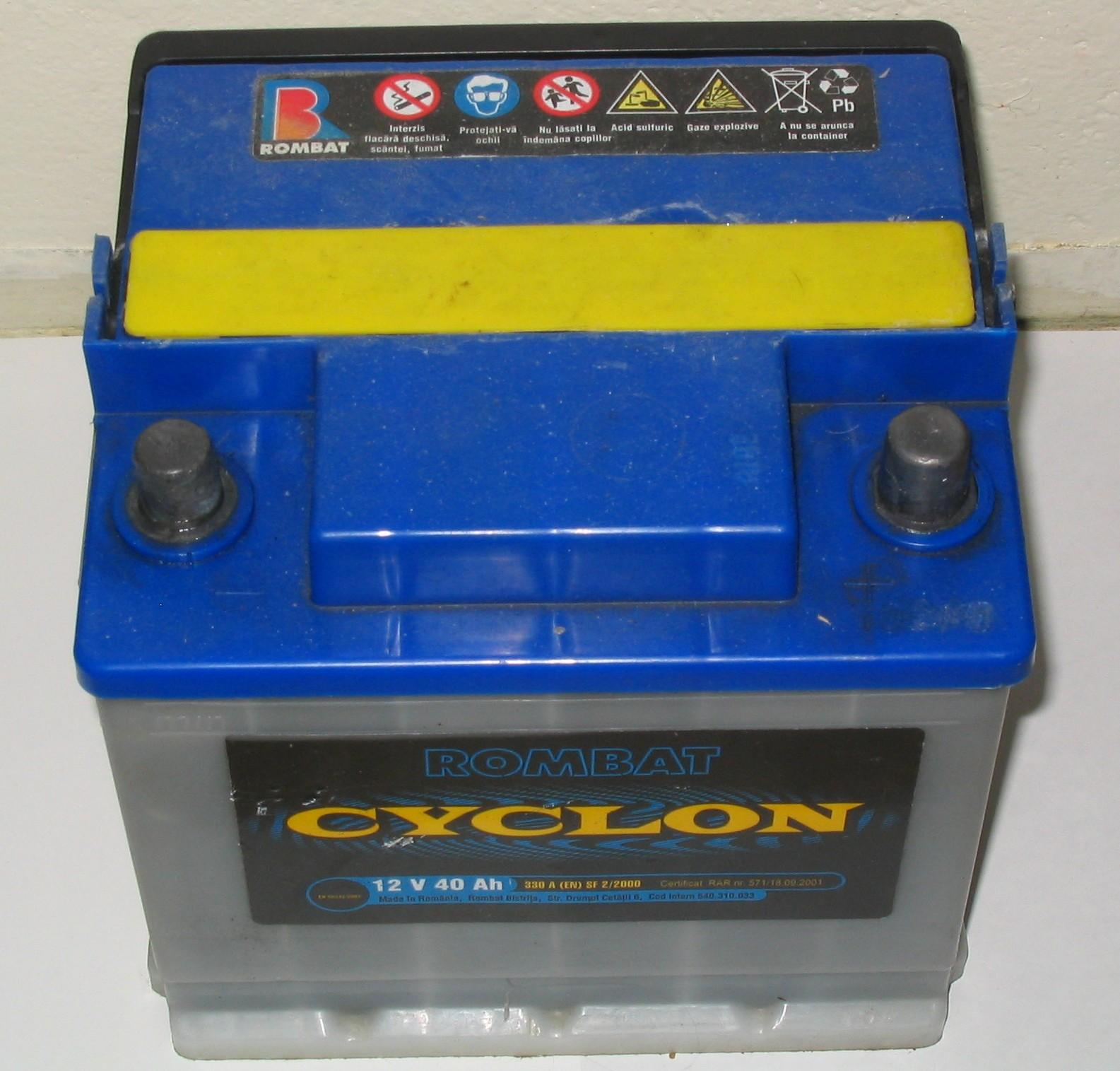
Ett bilbatteri.

Ett bilbatteri eller ett startbatteri är ett uppladdningsbart batteri som främst används för att starta bilar och andra motorfordon med förbränningsmotor. Den helt dominerande typen är en så kallad blyackumulator, egentligen blyackumulatorbatteri, eller "blybatteri", som består av blyplattor omgivna av svavelsyra. 
Batterier för drift av elektriskt drivna fordon kallas för elbilsbatteri eller traktionsbatteri och har annan storlek, utformning och prestanda. 
Alltjämt (2022) är teknologin blybatterier dominerande för startbatterier med den primära uppgiften att under kort tid leverera en stor ström eller effekt för att starta en förbränningsmotor, medan batterier med uppgiften att under en längre tid leverera en mer ordinär ström eller effekt i ökande utsträckning konstrueras med teknologin litiumjonbatterier.

## Allmänt
En viktig uppgift för ett bilbatteri är att dra runt fordonets startmotor, varför det även kan kallas startbatteri, men batteriet har även uppgiften att förse övrig elektrisk utrustning i fordonet med ström när fordonets motor inte är igång och inte laddas från motorns generator.

### Startkapacitet
Bilbatteriets startkapacitet är dess förmåga att under kort tid ge en tillräckligt stor strömstyrka som möjliggör för en elektrisk startmotor att dra runt och få igång en förbränningsmotor. Då kapaciteten för ett blybatteri minskar med sjunkande temperaturer är det väsentligt att ange vilken temperatur som kapacitetsangivelsen avser.
Startförmågan anges som "den strömstyrka (ampere) som ett fulladdat batteri kan leverera under 30 sekunder utan att cellspänningen sjunker under 1,20 volt per cell, vilket motsvarar 7,2 volt för ett 12-voltsbatteri".
- CCA - Cold Crank Amps - anger att kapaciteten är tillgänglig vid en omgivningstemperatur på -18 °C.
- CA - Cranking Amps - eller MCA - Marine Cranking Amperes - anger kapaciteten vid 0 °C.
- HCA - Hot Cranking Amperes - anger kapaciteten vid 26,7 °C (80 °F).

För att säkert kunna starta motorn vid låga temperaturer är det nödvändigt att ha ett batteri med "högt CCA-värde". Ett batteri anpassat för låga temperaturer kan vara dyrt eller i sin konstruktion ha gjort avkall på andra egenskaper. Om start inte utförs under vinterförhållanden kan det vara tillräckligt och mer kostnadseffektivt med ett batteri som levererar erforderlig startström vid dessa högre temperaturer.

### Förbrukningskapacitet
Förbrukningskapaciteten mäts i amperetimmar (Ah), och anger den strömmängd (ström x tid) som batteriet kan avge. För startbatterier mäts kapaciteten under en 20 timmars urladdning vid +25 °C till slutspänningen är 10,5 volt. Detta prestandamått är väsentligt om batteriet till exempel ska användas i en husbil och under lång tid försörja förbrukare som kylskåp, TV och belysning.
På grund av olika prestandakrav förekommer det till exempel i husbilar och båtar att man har en batteribank med två batterier: Ett startbatteri och ett bodelsbatteri. Installationen kan ha en viss separation, så att startbatteriet enbart används för motorstart, och bodelsbatteriet för övriga "ständiga" förbrukare. Om bodelsbatteriet skulle bli urladdat är då startbatteriet opåverkat och kan användas för motorstart och återladdning av urladdat batteri.

### Typiska prestanda
Vikt, storlek och pris för ett bilbatteri beror på bland annat spänning, kapacitet och typ av teknologi. Ett ordinärt 12-volts bilbatteri väger cirka 15–25 kg och kan ha en förbrukningskapacitet på 50–100 Ah vilket motsvarar en energimängd på cirka 1 kWh.

### Laddning
Vid start av en förbränningsmotor används en viss del av den uppladdade energin i startbatteriet, som därefter normalt återladdas från motorns generator. Om motorn är i drift endast en kortare tid, till exempel korta körsträckor med bil, så kan återladdningen bli otillräcklig, så att kompletterande laddning från en batteriladdare kan behövas.
Ett urladdat blybatteri löper en ökad risk för så kallad sulfatering, vilket är en process där det bildas blysulfat. En viss bildning av blysulfat och återgång till bly är en naturlig del av urladdnings- och laddningsprocessen, men vid långvarig urladdning kan sulfateringen bli permanent. Batteriet är då förstört och går inte att återladda.
Ett blybatteri kan frysa sönder om det är minusgrader och batteriet är helt eller delvis urladdat. Ett fulladdat batteri har en fryspunkt på cirka -65 °C, medan ett batteri som är laddat till 10 % har en fryspunkt på cirka -7 °C.
Vid laddning av ett batteri sker viss elektrolys av vatten till väte och syre, så kallad knallgas. Vid otillräcklig ventilation kan brännbara koncentrationer uppstå som kan ge farliga explosioner.

### Spänningsnivå
Varje battericell ger en spänning av 2,12 volt, och vanligen har man alltså 6 seriekopplade celler i ett 12-voltsbatteri. Ett batteri anses vara urladdat när det har spänningen 12,0 volt och fulladdat när det har spänningen 12,72 volt. En cell består av två plattor (anod och katod) nedsänkta i en elektrolyt som består av en vattenlösning av svavelsyra. I vissa batterier måste man med jämna mellanrum fylla på destillerat vatten, men i underhållsfria batterier är det inte nödvändigt. 
Ett 12-voltsbatteriet har en något högre spänning än 12 volt när det är fulladdat, cirka 12,7–12,8 volt, vilket kan vara problematiskt om en ansluten komponent är konstruerad för exakt 12 volt.